# The Brilliant Green
The Brilliant Green è un gruppo musicale giapponese formatosi nel 1997, attualmente sotto contratto con la Warner Music Group Japan.

## Storia
Nel 1997, tre ragazzi fondano il gruppo: Tomoko Kawase la cantante, Shunsaku Okuda al basso e Ryo Matsui alle chitarre. La band è influenzata dai gruppi Inglesi e americani, infatti la metà delle loro canzoni è scritta in inglese. Il successo avviene nel 1998 con l'uscita del singolo "There Will Be Love There" usato come sigla nell'Anime "Tsumetai Hana" (Cold flowers in inglese) e seguito dall'album "Terra 2001".
Sulla scia di questo successo la band realizza il primo tour nazionale, dal titolo "There Will Be Love Tour". Il successo si ripete nel 2001 con un nuovo album intitolato "Los Angeles", e nel 2002 con l'uscita del CD "The Winter Album". Nel 2002 i tre membri del gruppo intraprendono carriere soliste, senza mai sciogliere il gruppo ufficialmente. Il 22 novembre 2003, Tomoko Kawase e Shunsaku Okuda annunciano il loro matrimonio e da questo momento la band si ferma.
Il 1º giugno 2007, dopo quattro anni di inattività, i Brilliant Green pubblicano un nuovo singolo per celebrare il loro 10º anniversario. Il singolo che preannunciava l'uscita dell'album fu "Stand By Me" ed ottenne un discreto successo. Fu poi la volta del secondo singolo "Enemy" e del loro debutto live, allo Stage Cliff Mountain Iwafune il 21 ottobre 2007, dove i The Brilliant Green si esibirono accanto ad altri gruppi musicali tra cui DxD, Sowelu e Viagrade. Il singolo successivo dal titolo Ash Like Snow appare come sigla di apertura della serie anime, Mobile Suit Gundam 00 e rese ancora più famoso il gruppo.
Il 20 febbraio 2008 viene pubblicata una compilation dal titolo Collection Complete Singles '97-'08. La band annuncia in un'intervista on-line che un nuovo album in studio era attualmente in lavorazione, composto di canzoni in precedenza non registrate e scritte negli ultimi dieci anni. Il 5 maggio 2010, viene tuttavia annunciato che il chitarrista e membro originale Ryo Matsui aveva deciso di lasciare i brilliant green. I motivi del divorzio non sono stati mai spiegati ufficialmente, ma Kawase e Okuda hanno mantenuto il gruppo come un duo.
Il loro album successivo, "Blackout", è stato distribuito il 15 settembre 2010. Nel 2014 esce il loro ultimo album, "The Swingin' Sixties".

## Formazione
- Tomoko Kawase - voce (1997-presente)
- Shunsaku Okuda – chitarre, basso (1997-presente)
- James (JJ) De Barrado - batteria (2010-presente)
- James MacWhyte - basso (2010-presente)
- Ryo Matsui - chitarra (1997–2010)

## Discografia

### Album studio
- The Brilliant Green (1998)
- Terra 2001 (1999)
- Los Angeles (2001)
- The Winter Album (2002)
- Complete Singles Collection '97–'08 (2008)
- Blackout (2010)
- The Swingin' Sixties (2014)